# Aditya Rawal
Aditya Rawal (Bombay, 28 september 1993) is een Indiaas acteur en scenarioschrijver die voornamelijk in de Hindi filmindustrie werkt.

## Biografie
Rawal begon zijn carrière als jeugdacteur in Ferrari Ki Sawaari (2012). Vervolgens werkte hij als regieassistent voor de film OMG - Oh My God!, waarin zijn vader Paresh Rawal een van de hoofdrollen vertolkte. Rawal werkte vervolgens als schrijver en schreef voor Panipat (2019) en voor de film Dear Father (2022), waar in het laatst genoemde ook zijn vader de hoofdrol vertolkte. Hij schreef en acteerde ook in de korte film The Mailbox (2017).
Rawal maakte zijn acteerdebuut in 2020 als hoofdrolspeler met de film Bamfaad.

## Filmografie

### Films
| Jaar | Film               | Rol                       | Opmerking      |
| ---- | ------------------ | ------------------------- | -------------- |
| 2012 | Ferrari Ki Sawaari | jonge Dilip Dharmadhikari |                |
| 2012 | OMG – Oh My God!   |                           | regieassistent |
| 2017 | The Mailbox        | Jay                       | korte film     |
| 2020 | Bamfaad            | Nasir Jamal               |                |
| 2023 | Faraaz             | Nibras                    |                |

### Webseries
| Jaar | Serie            | Rol          | Platform        |
| ---- | ---------------- | ------------ | --------------- |
| 2022 | Aar Ya Paar      | Sarju        | Disney+ Hotstar |
| 2023 | Bambai Meri Jaan | Chota Babban | Prime Video     |

### Als schrijver
| Jaar | Film                     |
| ---- | ------------------------ |
| 2017 | The Mailbox              |
| 2019 | Panipat                  |
| 2022 | Dear Father              |
| 2024 | Jo Tera Hai Woh Mera Hai |